# 2024년 3월 죽음
다음은 2024년 3월에 사망한 저명한 인물 목록이다.
- 3월 1일
  - 미국의 패션디자이너 아이리스 아펠
  - 대한민국의 배우 오현경
  - 일본의 만화가 토리야마 아키라
- 3월 2일

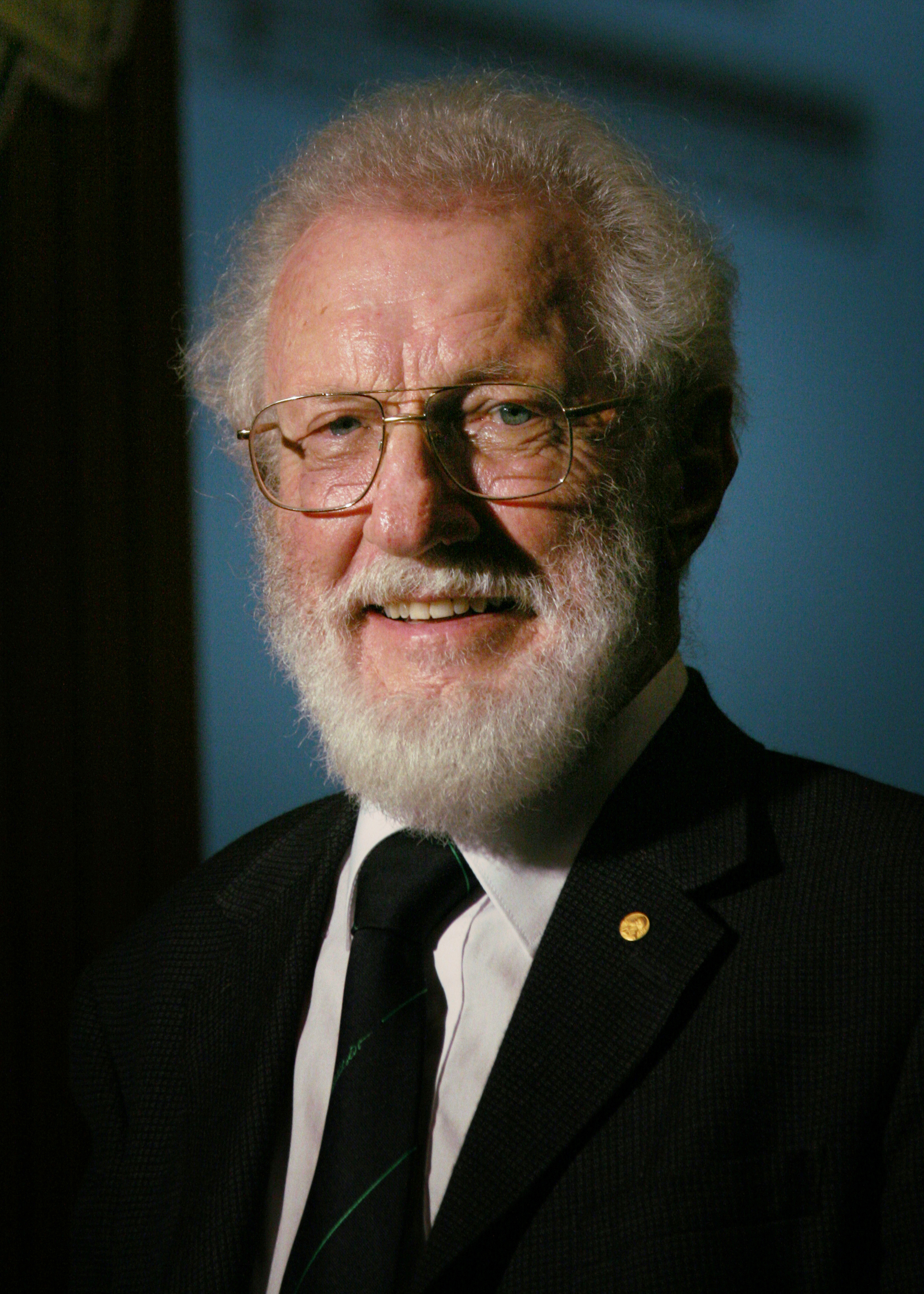
허버트 크뢰머

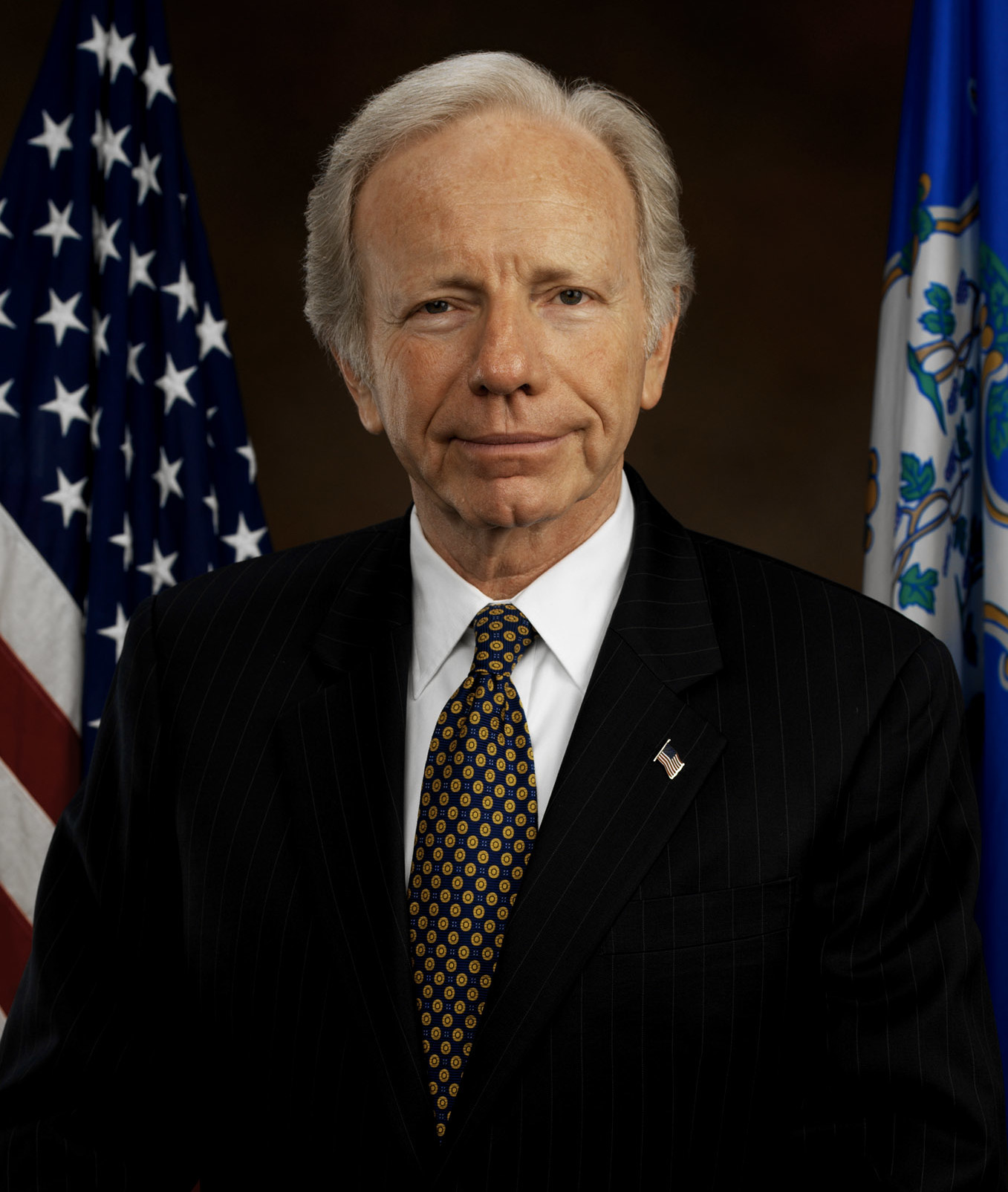
조 리버먼

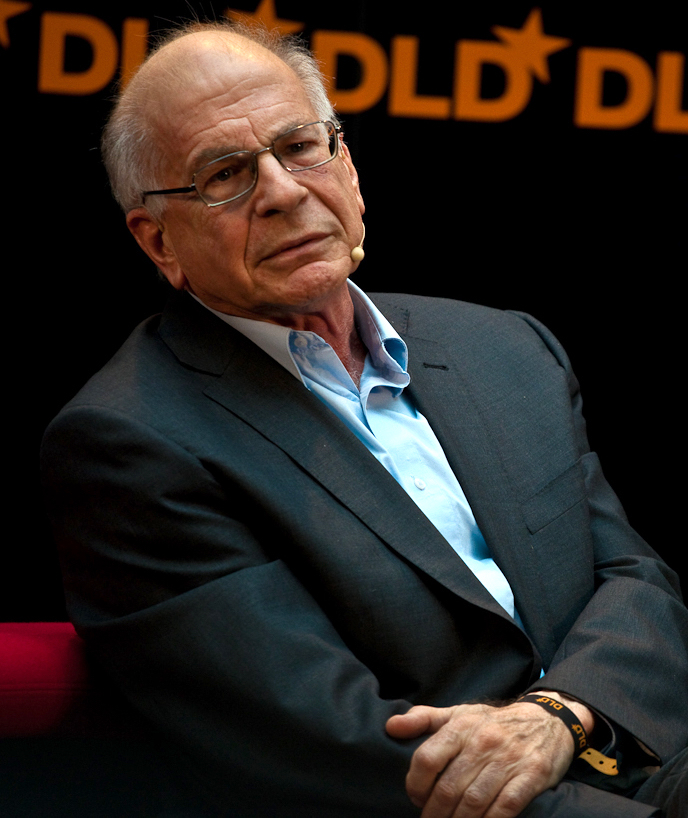
대니얼 카너먼

  - 미국의 블루스음악가 W. C. 클라크
  - 대한민국의 성악가 나영수
  - 필리핀의 영화배우 재클린 호세
  - 대한민국의 정치인 황영하
- 3월 3일
  - 미국의 야구선수 U. L. 워싱턴
  - 미국의 농구인 밥 해리슨
- 3월 4일
  - 일본의 성우 TARAKO
  - 대한민국의 기업인 김재홍
- 3월 7일
  - 대한민국의 제14대 대통령 배우자 손명순
  - 미국의 가수, 싱어송라이터 스티브 로런스
- 3월 8일
  - 미국의 싱어송라이터 에릭 카먼
  - 독일의 물리학자 허버트 크뢰머
- 3월 9일 - 대한민국의 정치인 유천호
- 3월 10일
  - 팔레스타인의 부사령관 마르완 이사
  - 독일의 영화감독 퍼시 아들론
  - 일본의 일러스트레이터 이노마타 무츠미
- 3월 11일
  - 스웨덴의 도예가 리사 라슨
  - 쿠바의 권투선수 에밀리오 코레아
  - 미국의 변호사 폴 알렉산더
- 3월 12일 - 미국의 예술가 민영순
- 3월 13일
  - 프랑스의 군인 필리프 드골
  - 이탈리아의 자동차 디자이너 마르첼로 간디니
  - 대한민국의 성악가 이규도
- 3월 14일
  - 대한민국의 언론인 강영기
  - 미국의 음악가 바이런 재니스
  - 대한민국의 성우 이우리
  - 일본의 영화배우 테라다 미노리
  - 네덜란드의 생물학자 프란스 드 발
- 3월 17일 - 대한민국의 고위정치인 서정화
- 3월 18일
  - 대한민국의 언론인 이유상
  - 미국의 우주비행사 토머스 스태퍼드
- 3월 19일 - 미국의 영화배우 M. 에멧 월시
- 3월 20일 - 미국의 소설가 버너 빈지
- 3월 23일
  - 대한민국의 교수 박갑수
  - 이탈리아의 피아니스트 마우리치오 폴리니
- 3월 24일 - 헝가리의 작곡가 외트뵈시 페테르
- 3월 25일
  - 대한민국의 교수 지규만
  - 독일의 영화배우 프리츠 웨퍼
- 3월 26일
  - 독일의 허들선수 기셀라 비르케마이어
  - 미국의 조각가 리처드 세라
- 3월 27일
  - 미국의 정치인 조 리버먼
  - 대한민국의 축구인 최대식
  - 미국의 심리학자 대니얼 카너먼
- 3월 28일 - 중국의 소설가 마스투
- 3월 29일
  - 미국의 영화배우 루이스 고셋 주니어
  - 대한민국의 수학자 권경환
  - 대한민국의 기업인 조석래
- 3월 30일
  - 대한민국의 교육인 신좌섭
  - 대한민국의 기업인 정장섭
  - 미국의 영화배우 챈스 퍼도모
- 3월 31일
  - 대한민국의 정치인 김영도
  - 대한민국의 배우 남일우
  - 미국의 영화배우 바버라 러시
  - 대한민국의 기업인 이중길